# Wodonga (region)
Wodonga är en region i Australien. Den ligger i delstaten Victoria, omkring 250 kilometer nordost om delstatshuvudstaden Melbourne. Antalet invånare är 37 345.
Följande samhällen finns i Wodonga:
- Wodonga

Trakten runt Wodonga består till största delen av jordbruksmark. Runt Wodonga är det ganska tätbefolkat, med 80 invånare per kvadratkilometer. Genomsnittlig årsnederbörd är 1 200 millimeter. Den regnigaste månaden är juli, med i genomsnitt 153 mm nederbörd, och den torraste är november, med 53 mm nederbörd.